# Lindøya (Sveio)
Ne doit pas être confondu avec Lindøya.
Lindøya est une île norvégienne dans le landskap Sunnhordland du comté de Vestland. Elle appartient administrativement à Sveio.

## Géographie
Rocheuse et couverte d'arbres, elle s'étend sur environ 1,163 km de longueur pour une largeur approximative de 568 m. 